# جمعية حاملات الطيب الأرثوذكسية
جمعية حاملات الطيب الأرثوذكسية أو الجمعية العربية الأرثوذكسية، هي منظمة خيرية أرثوذكسية شرقية تقع بالقرب من البوابة الجديدة في الحي المسيحي بالبلدة القديمة في القدس. وهي جزء من الكنيسة الأرثوذكسية اليونانية في القدس، وتوفر لمجتمعها المحلي الرعاية الطبية والتوظيف ومركزاً ثقافياً ومتحفاً ومتجراً للتطريز ومخبزاً ومقهى.

## المشاريع
يقدم مركز القديس بنديكتوس الطبي الرعاية الطبية للمحتاجين. يتم تعديل مدفوعات الخدمات وفقاً لقدرة المريض على الدفع. يشمل الطاقم الطبي فني أشعة سينية في الموقع وطبيب أسنان بدوام كامل ومتخصصين آخرين. كما يوفر المركز طبيباً وممرضة وأخصائياً اجتماعياً للقيام بزيارات منزلية للمرضى المسنين.
يوفر مركز ميليا للفنون والتدريب فرص عمل للنساء الفلسطينيات اللواتي يطرزن يدوياً التصاميم الفلسطينية التقليدية ويبيعن القطع الجاهزة من خلال المتجر.
مخبز "بنت البلد" يقوم بإعداد الأطباق الفلسطينية التقليدية بما في ذلك الفطائر والمعجنات والسلطات. كما يقدم المتجر خدمات التموين للحفلات والاحتفالات.
مركز الوجود هو مركز ثقافي ومتحف يحتفي بالتراث الفلسطيني يقع في مبنى تاريخي تبرعت به بطريركية الروم الأرثوذكس. يطل المتحف على أحد بركتي المدينة القديمة الجافتين، بركة حزقيا، والمعروفة أيضاً باسم حمام البطاركة، والذي بُني في العهد المملوكي، واستخدمه الجيش العثماني، ثم كمنزل سكني في نهاية الانتداب البريطاني، وقد أهمل المبنى لمدة 42 عاماً قبل تجديده وترميمه في 14 مايو(آيار) 2010. تضم مركز الوجود متحفاً عِرقياً ومركزاً ثقافياً وكافيتريا أيضاً.

## أعضاء بارزون
من الأعضاء البارزين في الجمعية:
- جورجيت رزق (1925-2018).[4]